# Eparchia di Horlivka
L'eparchia di Horlivka (in ucraino: Горлівська єпархія), o eparchia di Gorlovka (in russo Горловская епархия?) è una diocesi della Chiesa ortodossa ucraina del Patriarcato di Mosca.

## Territorio
L'eparchia comprende la parte settentrionale dell'oblast' di Donec'k.
Sede eparchiale è la città di Horlivka, dove si trova la cattedrale dell'Epifania.
L'eparca ha il titolo ufficiale di «eparca di Horlivka e Slov"jans'k».

## Storia
L'eparchia è stata eretta dal Santo Sinodo della Chiesa ortodossa ucraina del Patriarcato di Mosca il 29 luglio 1944 separandone il territorio dall'eparchia di Donec'k.
In seguito all'invasione russa dell'Ucraina del 2022, parte dell'eparchia si trova nel territorio della Repubblica Popolare di Doneck.